# Acció dilema
Una acció dilema és un tipus de desobediència civil no-violenta dissenyada per crear en l'autoritat pública una resposta en que l'autoritat quedarà malament o en evidència, sigui quina sigui la resposta. Llavors l'acció obligarà a les autoritats a concedir algun espai públic als manifestants o demostrar l'absurditat de la seva posició o que hagi de mostrar una inacceptable repressió per actuar contra la protesta.

## Exemples
- Flotilla de la Llibertat per a Gaza, 2010.
- Referèndum sobre la independència de Catalunya, 2017